# Lauterach, Vorarlberg
Lauterach är en ort och kommun i distriktet Bregenz i förbundslandet Vorarlberg i Österrike.